# Chionea jellisoni
Chionea jellisoni là một loài ruồi trong họ Limoniidae. Chúng phân bố ở miền Tân bắc.